# بارو (مغني)
بارو ((الكورية: 차선우؛ هانجا: 車善玗)) مواليد 5 سبتمبر 1992 في غوانغجو)، هو رابر و‌ممثل و‌شاعر غنائي كوري جنوبي بدأ مسيرته الفنية عام 2011. يجيد الغناء باليابانية و‌الكورية. وهو ضمن أعضاء فرقة بي 1 إي 4.

## وصلات خارجية
- بارو على موقع IMDb (الإنجليزية)
- بارو على موقع ميوزك برينز (الإنجليزية)
- بارو على موقع ديسكوغز (الإنجليزية)
- بارو على موقع قاعدة بيانات الفيلم (الإنجليزية)
- بارو على موقع كينوبويسك (الروسية)
- الموقع الرسمي